# لفظ فريد
الكلمة الوحيدة
واللفظ الفريد
واللفظة المفردة

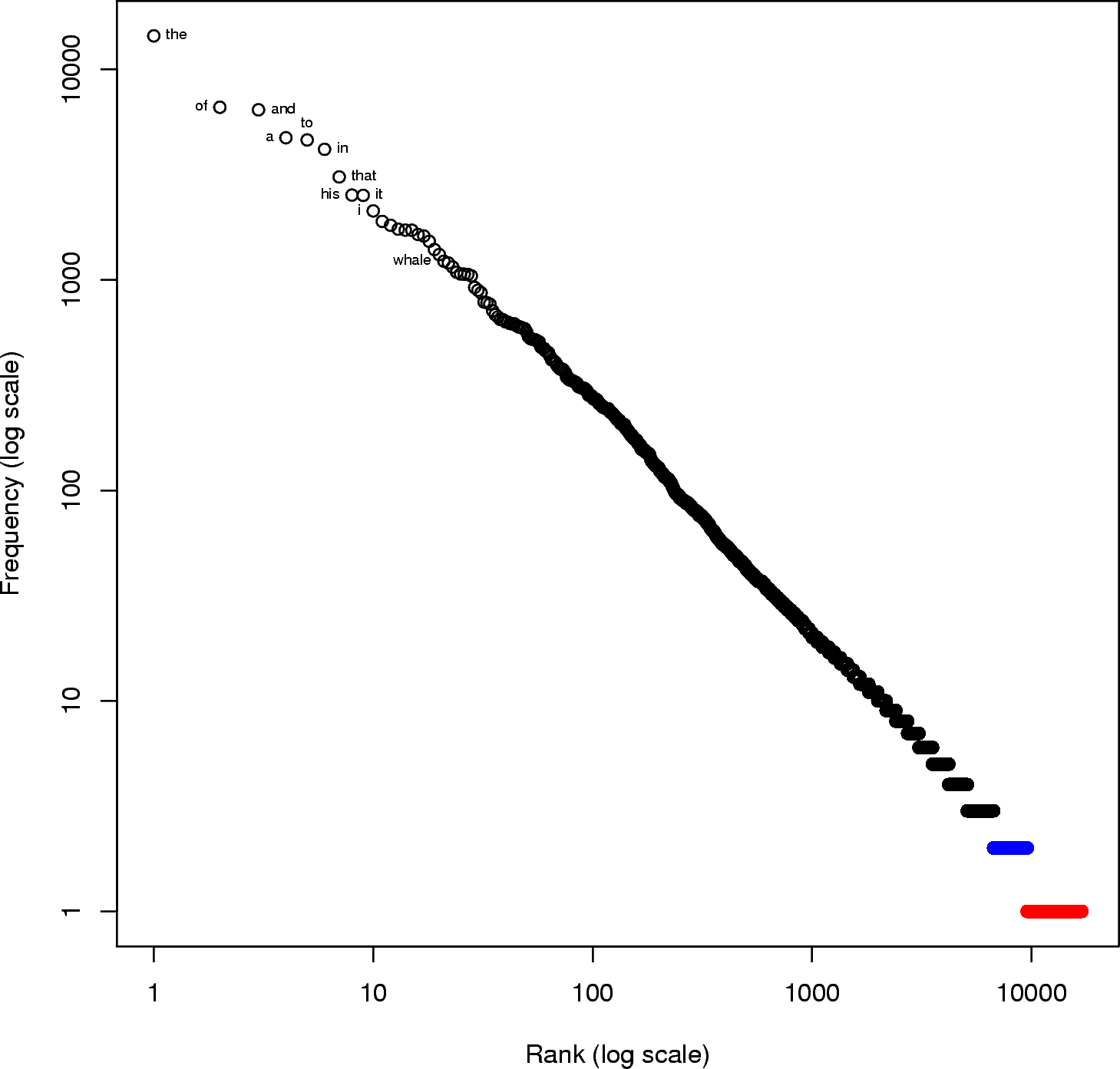

والشاهد الأحادي (Hapax Legomenon) هو اللفظ الذي لم يذكر إلا مرة واحدة في نص معين. مثاله كلمة الصمد في القرآن الكريم، وفي ذلك نُشر كتاب «معجم الفرائد القرآنية»، وكتاب «الأسرار البلاغية في الفرائد القرآنية» يحتويان على الكلمات التي لم تُذكر إلا مرة واحدة في القرآن.